# 勇現会社ブレイブカンパニー
『勇現会社ブレイブカンパニー』（ゆうげんがいしゃブレイブカンパニー）は、バンダイナムコゲームス・バンプレストレーベルより発売された経営シミュレーションゲーム。iOS版は2011年9月13日より配信、ニンテンドー3DS版は同年10月27日に発売。

## 概要
元勇者が派遣会社を設立し、さまざまなクエストに社員を派遣、得た報酬により自身の会社（本社城）を拡張していくという内容。イメージビジュアルは小林智美、キャラクターデザイン・イラストは碧風羽、音楽はサカモト教授。
iOS版は現実の時間経過とゲーム内の時間がリンクしている（社員のクエスト派遣の帰りを待たないようにするには課金アイテムが必要）ほか、社員雇用枠や派遣パーティー数の追加等には課金アイテムが必要となる。2011年10月31日までは第三章以降に進むための課金コンテンツがあったが2011年11月1日のアップデートにより廃止され、購入者にはアイテムが補填された（購入者以外も補填されたアイテムは購入可能）。また、Twitterと連動で勇者を作成可能。
3DS版での時間はプレイヤーが休息を指定することで経過し、戦闘時のユニット配置や必殺技を操作可能（iOS版と同じ簡略戦闘も可能）。社員雇用枠や派遣パーティー数等はシナリオを進める事で増えていく。すれ違い通信対応ですれ違った相手社員の載った名刺を貰う事で自社員を増やすことが出来る。
両機種ともに公式ホームページ等で掲載されているQRコード読取によりクエスト等の追加が可能。

## プロモーション
イメージキャラクターは東京03で、同作をテーマとしたコントPVを配信しているほか、3DS版ではQRコード読取によりスペシャル勇者が使用可能になる。